# Dinobryon
Dinobryon es un género de algas microscópicas comunes en el plancton de una amplia variedad de tipos de lagos.Es uno de los 22 géneros de la familia Dinobryaceae, dentro de clase Chrysophyceae (χρυσός (khrusós, “dorado”) + -phyte (“planta”)).  Las especies de Dinobryon son mixótrofas, es decir, capaces de obtener energía y carbono a través tanto de la fotosíntesis y como de la fagotrofía de bacterias y otras partículas. Las especies más conocidas de este género son Dinobryon sertularia y Dinobryon divergens, que llaman la atención de los humanos anualmente debido a floraciones transitorias en la zona fótica de lagos y estanques templados. Dichas floraciones pueden producir compuestos orgánicos volátiles que desprenden olores a pescado, debido a la producción de aceites (2t,4c,7c-decatrienal), y afectan la calidad del agua.
Dinobryon puede existir como células solitarias de vida libre o en colonias ramificadas.